# Breathe Arts
株式会社ブリーズアーツ（英: BreatheArts,Inc.）は、声優マネジメントを中心とする日本の芸能事務所。

## 概要
フリーランスで活動していた声優の緒方恵美が2019年2月1日に設立した。社名の由来は「【Breathe】－－－命をふきこむ。呼吸をさせる。『呼吸をするかのように伝える』－－－歌でも芝居でも、そうあれるようにと、ずっとテーマにしてきたことを、そのまま、社名にさせて頂くことにしました」としている。
設立時点では事実上の個人事務所であったが、その後は業務提携や預かりの形で所属者を増やしている。傘下の養成所等は設置していないが、代表の緒方による「私塾」という扱いで「Team BareboAt」を2019年6月に開校した。
2020年7月には、事務所主催イベントとしてLOFT9 Shibuyaを会場に配信トークライブ「わたしたちのこれから -アニメのおしごと-」の開催を発表した。

## 所属声優
2025年2月現在。五十音順。

### 男性声優
- 島倉凱隼（預かり）
- 関根翔太（業務提携） - 演劇集団キャラメルボックス所属。
- 米良まさひろ（業務提携） - BLUE LABEL所属。

### 女性声優
- 飯塚杏珠（預かり）
- 伊藤梨花子（所属）
- 緒方恵美（代表取締役）
- 須藤叶希（所属、業務提携） - 東宝芸能所属。

## 過去の所属声優
- 儀武ゆう子（業務提携）
- 中村悠人（預かり）